# Carson Davidson

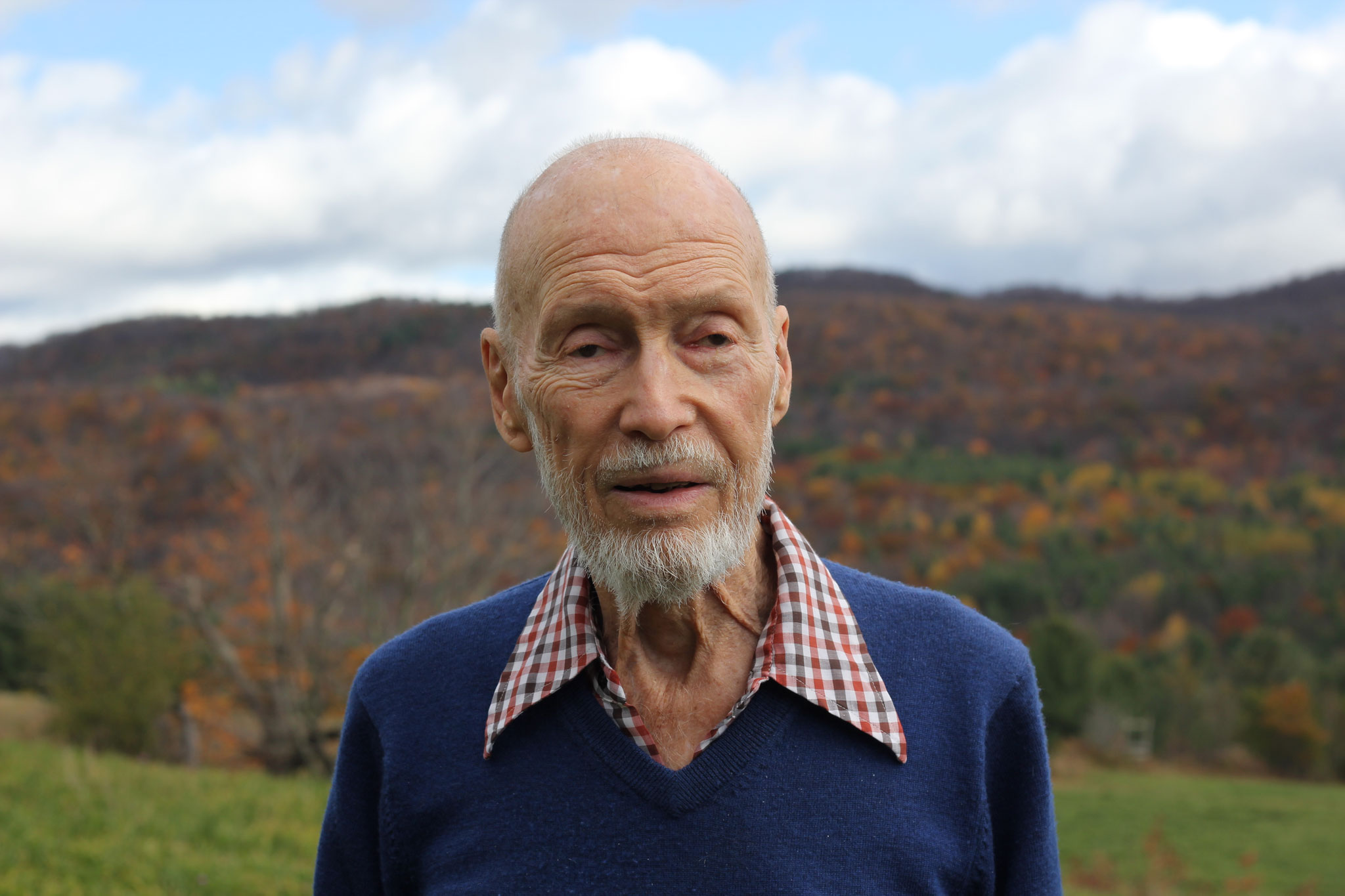
Carson Davidson (2013)

Carson Davidson (* 24. Juni 1924 in Washington, D.C.; † 29. September 2016) war ein US-amerikanischer Filmregisseur, Filmproduzent und Drehbuchautor.

## Karriere
Davidsons Filmkarriere begann 1955 als Filmproduzent bei dem Kurzfilm 3rd Ave. El, bei dem er zudem auch sein Regiedebüt gab. Für dieses Werk erhielt er bei der anschließenden Oscarverleihung eine Oscar-Nominierung in der Kategorie „Bester Kurzfilm (1 Filmrolle)“. Die Auszeichnung nahm Edmund Reek für seinen Film Survival City entgegen. Im Jahr 1965 veröffentlichte er den Dokumentarfilm Railway with a Heart of Gold und den Kurzfilm Hilfe! Mein Schneemann brennt wofür er zum zweiten Mal für einen Oscar nominiert wurde. Bei seiner zweiten Oscarnominierung musste er sich diesmal gegen den Beitrag Casals Conducts: 1964 von Edward Schreiber geschlagen geben. Bis zu seinem Ausstieg aus dem Filmgeschäft wirkte er bei drei weiteren Filmen als Regisseur und Produzent mit.
Davidson verfasste insgesamt drei Drehbücher für seine selbst produzierten Filme Railway with a Heart of Gold, Help! My Snowman’s Burning Down und The Wrong Damn Film.
Davidson war mit der Kinderbuch-Autorin Margaret Davidson verheiratet. 2016 starb Davidson im Alter von 92 Jahren.

## Filmografie (Auswahl)
- 1955: 3rd Ave. El (Kurzfilm)
- 1960: Variations on an Italian theme (Kurzfilm)
- 1964: The Flesh Eaters
- 1964: Hilfe! Mein Schneemann brennt (Help! My Snowman’s Burning Down) (Kurzfilm)
- 1965: Railway with a Heart of Gold (Dokumentarkurzfilm)
- 1966: Poppycock (Kurzfilm)
- 1975: The Wrong Damn Film
- 1977: 100 Watts 120 Volts

## Auszeichnungen und Nominierungen
- 1956: Oscarnominierung in der Kategorie „Bester Kurzfilm (1 Filmrolle)“ für 3rd Ave. El[3]
- 1965: Oscarnominierung in der Kategorie „Bester Kurzfilm“ für Hilfe! Mein Schneemann brennt[4]
- 1964: Jury-Preis bei den Internationale Filmfestspiele von Cannes für Hilfe! Mein Schneemann brennt[5][6]